# Benedetto Ghirlandaio
Benedetto Ghirlandaio (1458 - Florence, 17 juillet 1497) est un peintre italien de l'école florentine membre de la famille de peintres italiens des Ghirlandaio actif dans l'atelier familial avec ses frères Davide et Domenico et son neveu  Ridolfo.

## Biographie
Benedetto Ghirlandaio est le frère cadet de Domenico Ghirlandaio (né en 1449) et de Davide Ghirlandaio (né en 1452). Son père, Tommaso di Currado Bigordi, le présente, dans sa déclaration au cadastre de 1480, comme un miniaturiste, profession à laquelle il doit renoncer en raison de problèmes oculaires. Il continue cependant à exercer une activité de peintre.
Il séjourne en France entre 1486 et 1493. Il est possible que Gilbert de Bourbon-Montpensier, qui s'était rendu en ambassade à Rome en 1485-1486, soit passé par Florence à cette occasion et l'ait pris à son service. Le cartouche de la Nativité d'Aigueperse porte le texte suivant : « Je Benedit de [Guir]landaye florentin  ay fait de ma main ce tableau l'an  mil CCCC [IIIIXX et dix] ab(ita)n la maison  de monseigneur le conte de Mon  pansier dauphin d'Auvergne ». Il est possible que l'œuvre ait été commandée à l'occasion de la naissance, le 17 février 1490 au château de Montpensier, du fils de Gilbert et de Claire de Gonzague, Charles III de Bourbon, le futur connétable de Bourbon.

## Œuvres
- Nativité, huile sur bois, 147 x 147 cm , peinte en 1490 pour Gilbert de Bourbon, comte de Montpensier et dauphin d'Auvergne, église d'Aigueperse (Puy-de-Dôme)[5].